# John Fitzgerald Kennedy National Historic Site
Die John Fitzgerald Kennedy National Historic Site ist das Geburtshaus von John F. Kennedy und als eine National Historic Site ausgezeichnet. Das Gebäude steht in Brookline im Norfolk County, Massachusetts.

## Geschichte
Das Haus wurde wahrscheinlich zwischen dem 1. Oktober 1908 und dem 1. April 1909 errichtet. Im August 1914 verkauften es Howard S. und Laura Kline an Joseph P. Kennedy, der es unmittelbar nach der Hochzeit mit Rose Kennedy bezog und hier mit seiner Familie bis zum Jahr 1920 lebte. Am 29. Mai 1917 erblickte hier John F. Kennedy das Licht der Welt. Auch seine Schwestern Rosemary und Kathleen wurden in den Jahren 1918 und 1920 hier geboren. Nachdem Joseph P. Kennedy das Haus im September 1920 Mary H. Moore überlassen hatte, bestanden keine Verbindungen mehr der Kennedys zu diesem Objekt.
Die Stadt Brookline stellte am 12. September 1961 eine bronzene Gedenkplakette mit einem Porträt von John F. Kennedy, der ein Jahr zuvor die Präsidentschaftswahl gewonnen hatte, im Garten vor dem Haus auf. Seit dem 19. Juli 1964 hat das Haus unter der Bezeichnung John F. Kennedy Birthplace den Status einer National Historic Landmark. Im Jahr 1966 kaufte die Kennedy-Familie das Anwesen zurück, das unter der Leitung von Rose Kennedy eine Restaurierung erfuhr, die sich an der Einrichtung von 1917 orientierte. Ziel war, das Haus als Museum der Öffentlichkeit zugänglich zu machen, weshalb sie es im Mai 1969 dem National Park Service übereignete. Am 27. Mai 1967 unterzeichnete Präsident Lyndon B. Johnson das Gesetz zur Etablierung der John Fitzgerald Kennedy National Historic Site. Damit verbunden war zugleich die Aufnahme in das National Register of Historic Places.

## Baubeschreibung

Das Elternschlafzimmer, in dem John F., Rosemary und Kathleen zur Welt kamen (Historic American Buildings Survey, 1970)

Das Haus hat neun Zimmer, die sich auf drei Stockwerke verteilen. Im Erdgeschoss liegen das Wohnzimmer, das auch als Salon diente, der Speiseraum und die rückwärtige Küche, während sich der Wäscheraum im Keller befindet. Im ersten Stockwerk finden sich die Schlafzimmer der Familie, ein Ankleidezimmer, ein Gästeraum sowie ein Arbeitszimmer, in dem später die Kinder schliefen. Im zweiten Stockwerk unter dem Dach sind die Unterkünfte der Bediensteten. Die Unterbringung des Personals am Dienstort war im beginnenden 20. Jahrhundert in einem bürgerlichen Stadthaus eher zur Ausnahme geworden. Die Raumaufteilung sowie die insgesamt geringere Größe im Vergleich zu Mittelschichthäusern des 19. Jahrhunderts spiegelt den Baustil der 1900er Jahre wider. Dies lag zum einen an der niedrigeren durchschnittlichen Kinderzahl, der höheren Entlohnung von Hauspersonal sowie den gestiegenen Baukosten. So gab es zum Beispiel kein separates rückwärtiges Treppenhaus für das Personal.